# Centropomus
Centropomus är ett släkte av fiskar. Centropomus ingår i familjen Centropomidae.
Arterna förekommer i Atlanten och Stilla havet kring Nord- och Centralamerika samt i angränsande vikar och floder med bräckt vatten eller sötvatten. De största arterna når en längd av 1,4 meter. Det vetenskapliga namnet är bildat av de grekiska orden kentron (torn, tagg) och pomas, -atos (täckt med).
Centropomus är enda släktet i familjen Centropomidae.
Arter enligt Catalogue of Life:
- Centropomus armatus
- Centropomus ensiferus
- Centropomus medius
- Centropomus mexicanus
- Centropomus nigrescens
- Centropomus parallelus
- Centropomus pectinatus
- Centropomus poeyi
- Centropomus robalito
- róbalo (Centropomus undecimalis)
- Centropomus unionensis
- Centropomus viridis